# Nederlandsche Volksdienst

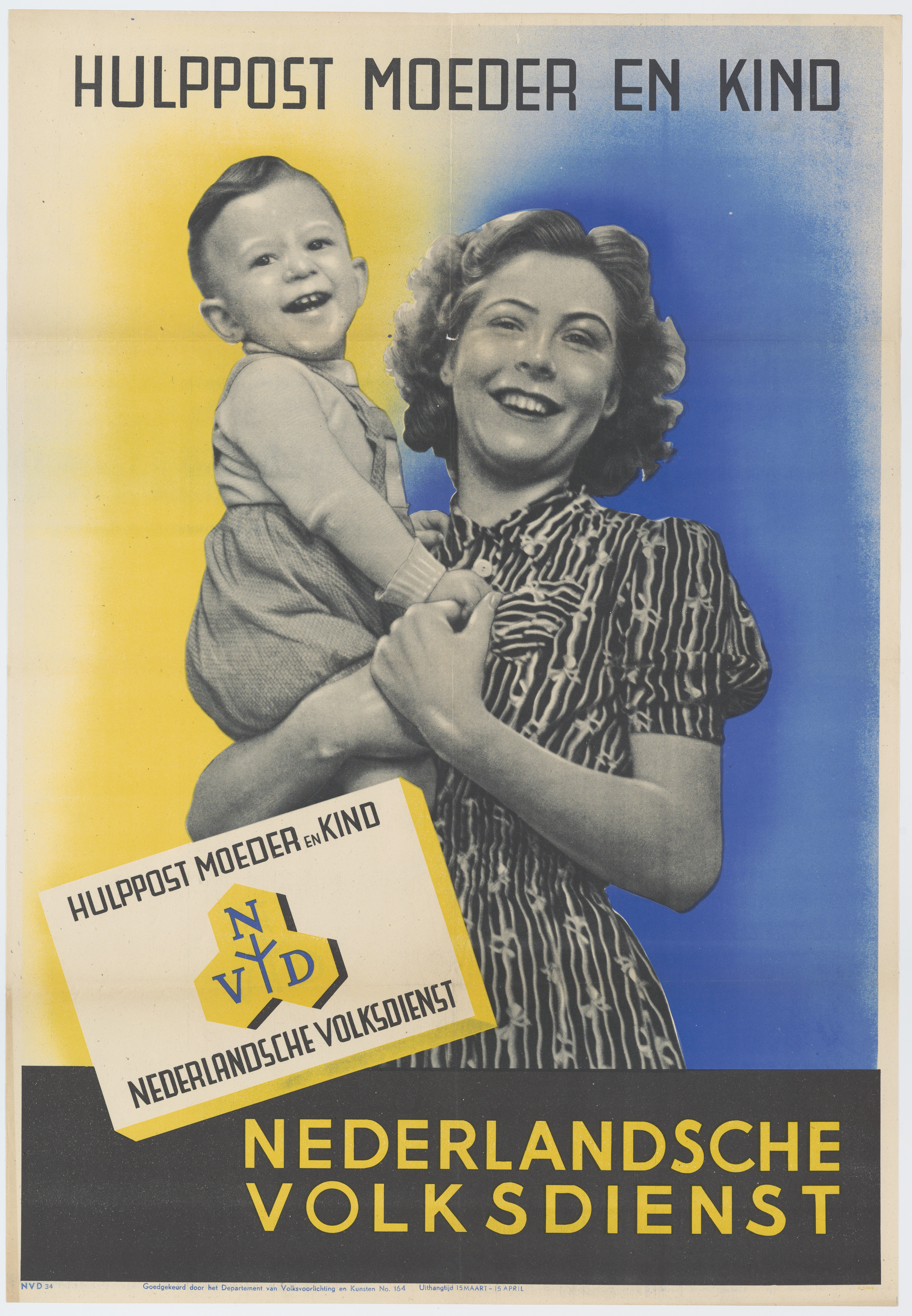
Propaganda voor de hulppost moeder en kind van de Nederlandsche Volksdienst

De Nederlandsche Volksdienst, ook wel Nederlandse Volksdienst (NVD) genoemd, werd in juli 1941 opgericht naar voorbeeld van de Nationalsozialistische Volkswohlfahrt in nazi-Duitsland. De oprichters van de NVD wilden al het sociale werk in Nederland bundelen in de NVD. De leider van de Nederlandse Volksdienst was Frederik Willem van Vloten.
De NVD werd opgericht op initiatief en met hulp van de Duitse bezetter. Het ging de bezetters om de nazificering van het maatschappelijk werk in Nederland. Door zich in te zetten voor de NVD, steunde men in feite de vijand.
Conform de uit 1941 daterende statuten was het doel van de NVD: de verzorging van alle Nederlanders, uit een oogpunt van zorg voor het volk en de welvaart. In de praktijk kwam de zorg neer op steun aan slachtoffers van bombardementen, verstrekking van voedsel, kleding en babyuitzetten aan aanstaande moeders, jeugdtandverzorging en wijkverpleging. De NVD was regionaal, per gemeente, georganiseerd onder één koepelorganisatie.
Als gevolg van de nationaalsocialistische rassenleer kwamen gehandicapten en bejaarden niet voor zorg in aanmerking. De NVD gaf alleen hulp aan arische gezinnen. Zieken werden wel geholpen, maar ook weer alleen als ze ariër waren.
De NVD had niet veel succes in Nederland. Pogingen om samen te werken met de burgerlijke en kerkelijke armenzorg en met de kruisverenigingen mislukten. Wel werden de jeugdtehuizen van het Leger des Heils ingelijfd. Dit van oorsprong Engelse genootschap was weliswaar door de Duitse bezetters verboden, maar mocht na afstand van zijn maatschappelijke instellingen zijn kerkdiensten hervatten. In de jeugdtehuizen van het Leger werden onder het bewind van de Nederlandsche Volksdienst jongens voor de Jeugdstorm en de SS geronseld.
Van de NVD is het archief bewaard gebleven. Dit archief is te vinden in het Nationaal Archief in Den Haag en het Nederlands Instituut voor Oorlogsdocumentatie te Amsterdam. De archieven zijn openbaar.